# Circondario di Kéniéba
Il circondario di Kéniéba è un circondario del Mali facente parte della regione di Kayes. Il capoluogo è Kéniéba.

## Geografia antropica

### Suddivisioni amministrative
Il circondario di Kéniéba è suddiviso in 12 comuni:
- Baye
- Dabia
- Dialafara
- Dombia
- Faléa
- Faraba
- Guénégoré
- Kassama
- Kéniéba
- Kroukoto
- Sagalo
- Sitakilly